# Robert Jüttner
Robert Jüttner (* 24. November 1959) ist ein ehemaliger deutscher Fußballspieler.

## Spielerkarriere
Robert Jüttner begann seine Karriere in der Jugend von Hertha Zehlendorf. Mit der A-Jugend der Zehlendorfer erreichte er 1978 das Finale um die deutsche Meisterschaft. Trotz zweier Tore von Pierre Littbarski unterlag Hertha im Essener Uhlenkrugstadion dem MSV Duisburg mit 2:5. 1979, in seiner ersten Saison im Senioren-Bereich wurde Jüttner mit seinem Verein Erster der Oberliga. Dadurch spielte Hertha Zehlendorf gegen den OSC Bremerhaven um den Aufstieg in die 2. Bundesliga. Nach einem 5:4-Erfolg im Hinspiel verloren die Berliner das Rückspiel mit 0:1, wodurch Zehlendorf drittklassig blieb. Durch den Gewinn der Oberliga nahm Hertha 03 an der deutschen Amateurmeisterschaft teil. Nach Siegen gegen den SC Herford und Rot-Weiß Oberhausen kam es im Finale zum Aufeinandertreffen mit dem ESV Ingolstadt-Ringsee. Allerdings reichte der 1:0-Sieg im Rückspiel nicht, da das Hinspiel in Ingolstadt mit 1:4 verloren gegangen war. Im Sommer 1979 wurde Robert Jüttner von Erich Ribbeck in die Amateur-Nationalmannschaft berufen, diese scheiterte jedoch in der Olympiaqualifikation gegen Finnland. In der Spielzeit 1979/80 verfehlte Hertha 03 Zehlendorf mit Rang fünf deutlich die Platzierung des Vorjahres.
Daraufhin unterschrieb Robert Jüttner einen Vertrag beim in der 2. Bundesliga Nord spielenden Stadtrivalen Hertha BSC. 1980/81 verfehlte Hertha auf Platz drei den Aufstieg nur knapp, da das direkte Duell gegen Eintracht Braunschweig im Berliner Olympiastadion trotz 2:1-Führung noch verloren wurde. 1981/82 wurde die 2. Bundesliga erstmals eingleisig ausgetragen. Hertha stieg am Ende hinter dem FC Schalke 04 in die Bundesliga auf, wobei Jüttner in acht Partien zum Einsatz kam. Im Fußball-Oberhaus hatten die Berliner keine Chance und so stieg man am Ende der Saison 1982/83 als Letzter ab. Robert Jüttner kam unter Georg Gawliczek auf vier Einsätze.
1983 ging Jüttner in die Oberliga zu Tennis Borussia Berlin, wo er zunächst unter Gerd Achterberg zum Stammpersonal gehörte. Als Spieler von Tennis Borussia wurde Jüttner 1984 beim Internationalen Hallenturnier in Berlin zum besten Spieler gewählt. 1985 stieg er mit Tebe in die 2. Bundesliga auf. Als Gerd Achterberg jedoch im Herbst 1985 durch Eckhard Krautzun abgelöst wurde, stand Jüttner lediglich noch zweimal auf dem Feld. Danach wurde er vom Vorstand für den Rest der Saison suspendiert, da er sich intern gegen den Trainerwechsel ausgesprochen hatte. Nach dem Abstieg mit Tebe kehrte Jüttner zu Hertha BSC zurück, das ebenfalls in die drittklassige Oberliga abgestiegen war.
Dort dominierte Hertha BSC das Geschehen und kassierte 1986/87 lediglich eine Niederlage am letzten Spieltag beim VfB Neukölln. Unter Jürgen Sundermann reichte es für Jüttner zunächst nicht für einen Stammplatz. In der Aufstiegsrunde, in der hinter dem BVL 08 Remscheid und dem SV Meppen der Aufstieg verfehlt wurde, gehörte er dann bis auf das erste Spiel zum Stammpersonal und bekam daraufhin einen neuen Zweijahresvertrag. 1987/88 gelang Hertha die Titelverteidigung. Nach der erfolgreich absolvierten Aufstiegsrunde, in der er verletzungsbedingt kein Spiel absolviert hatte, wechselte Jüttner, nachdem sein Vertrag ausgelaufen war und nicht verlängert wurde, 1989 zurück in die Drittklassigkeit zu den Reinickendorfer Füchsen. Während die Mannschaft unter Trainer Gerd Achterberg Oberligameister wurde, blieb er auch hier ohne Spieleinsatz und beendete anschließend seine Karriere.

## Erfolge
- Oberliga-Meister: 1979 (Zehlendorf), 1987 und 1988 (Hertha BSC)
- Bester Spieler des Internationalen Hallenfussballturniers 1984